# Mong Kok (métro de Hong Kong)
Mong Kok (chinois : 旺角; anciennement Argyle) est une station des lignes Tsuen Wan Line et Kwun Tong Line du métro de Hong Kong. Elle est située dans le quartier de Mong Kok, district Yau Tsim Mong à Hong Kong  qui est une région administrative spéciale de la Chine.

## Situation ferroviaire

Plan du métro de Hong Kong.

La station Mong Kok permet des correspondances entre les lignes : Tsuen Wan Line et Kwun Tong Line. Sur la Tsuen Wan Line elle est établie entre la station Yau Ma Tei, en direction du terminus sud Central, et la station Prince Edward, en direction du terminus nord Tsuen Wan. Sur la Kwun Tong Line elle est établie entre la station 
Yau Ma Tei, en direction du terminus ouest Whampoa, et la station Prince Edward, en direction du terminus est Tiu Keng Leng.
La station est constituée de deux stations disposant chacune d'un quai central, avec portes palières, encadré par les deux voies de la ligne.